# 因为讨厌韩国
《因为讨厌韩国》（韓語：한국이 싫어서）是2024年上映的韩国剧情片，改编自韩国作家張康明创作的同名小说，由《仲夏幻想曲》的导演张建宰执导，高我星、朱钟赫与金宇謙主演。
该片被选为第28届釜山国际电影节和第12届茂朱山谷电影节的开幕影片，并于釜山电影节举行世界首映。2024年8月28日在韩国院线正式上映。

## 剧情概要
剧情讲述20多岁的桂娜为了寻找属于自己的幸福，某一天突然把工作、家人、男友抛到脑后独自前往新西兰。

## 演员阵容
- 高我星 饰演 桂娜
- 朱钟赫 饰演 宰仁，桂娜在留学学校的同学和好友，性格开朗、四次元。[8]
- 金宇謙 饰演 志明，桂娜的男友。[9]
- 金志映 饰演 金泰恩，留学学院的院长，帮助桂娜适应新西兰的陌生环境并因此结缘。[10]
- 金意石 饰演 美娜，桂娜的妹妹。
- 方才民 饰演 炯书，桂娜在新西兰交往的第一个男友，一个为了赚钱而放弃梦想的工作狂。[11]
- 吴敏爱 饰演 桂娜的母亲
- 李相熹 饰演 桂娜的父亲
- 李铉颂 饰演 美娜的男友
- 朴胜贤 饰演 京允

## 制作

### 选角
2022年8月，高我星确认参演该片，时隔两年回归大银幕。2023年1月，朱钟赫与金志映确认参演；同年8月，方才民确认参演。

### 拍摄
主体拍摄于2022年7月29日正式开始，2023年1月前后前往新西兰拍摄。

### 损益平衡点
据媒体报道，该片损益平衡点约为40万观影人次。

## 发行
2024年6月5日发布首款预告海报，7月30日宣布電影於8月28日上映。

### 票房
该片在韩国上映首日以1.17万观影人次位列单日票房榜第8名，首个周末位列周末票房榜第10名。

## 獎項榮譽
| 年份 | 颁奖礼           | 奖项           | 入围者 | 结果 | 参考 |
| ---- | ---------------- | -------------- | ------ | ---- | ---- |
| 2024 | 第45屆青龍電影獎 | 最佳女主角     | 高我星 | 提名 |      |
| 2024 | 第45屆青龍電影獎 | 最佳新人男演員 | 朱鐘赫 | 提名 |      |
| 2025 | 第34屆釜日電影獎 | 最佳配乐       | 权炫正 | 待定 |      |